# 薛定谔月谷
薛定谔月谷(Vallis Schrödinger)是月球背面一条修长、几近笔直的狭谷。它伸向巨大的薛定谔盆地，其形成最可能是源于创建薛定谔环形山时的最初撞击。

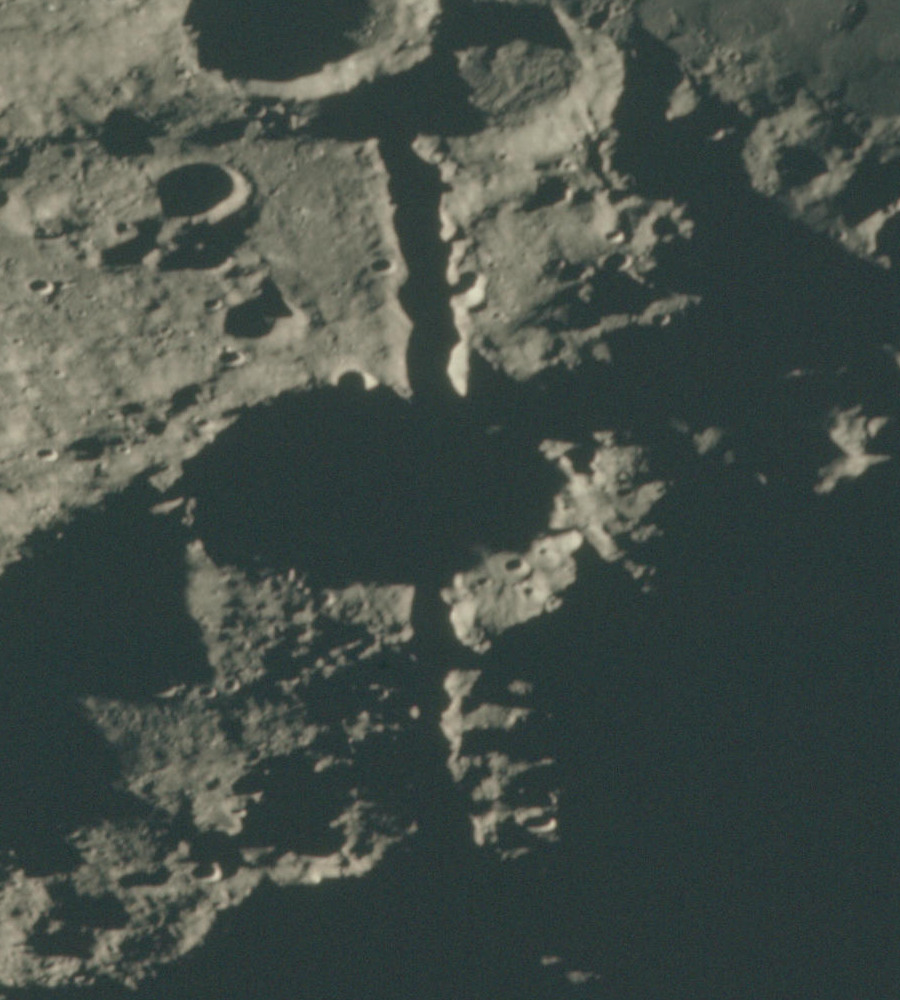
阿波罗15号斜视图显示薛定谔月谷穿过了"西科尔斯基环形山，两者都处于月球昼夜线上。

该月谷像是月球表面上的一条槽沟，起始于环薛定谔陨石坑外围堆积的喷发物，向西北延伸至"莫尔顿环形山"，沿途穿过"西科尔斯基环形山"，又被位于其坑中央的小卫星坑"西科尔斯基 Q"覆盖。
月谷的月面坐标为南纬 67.0°、东经105.0°，分布于直径310公里的范围内，宽度8-10公里不等，该月谷得名于以奥地利理论物理学家埃尔温·薛定谔命名的薛定谔环形山。

## 外部链接

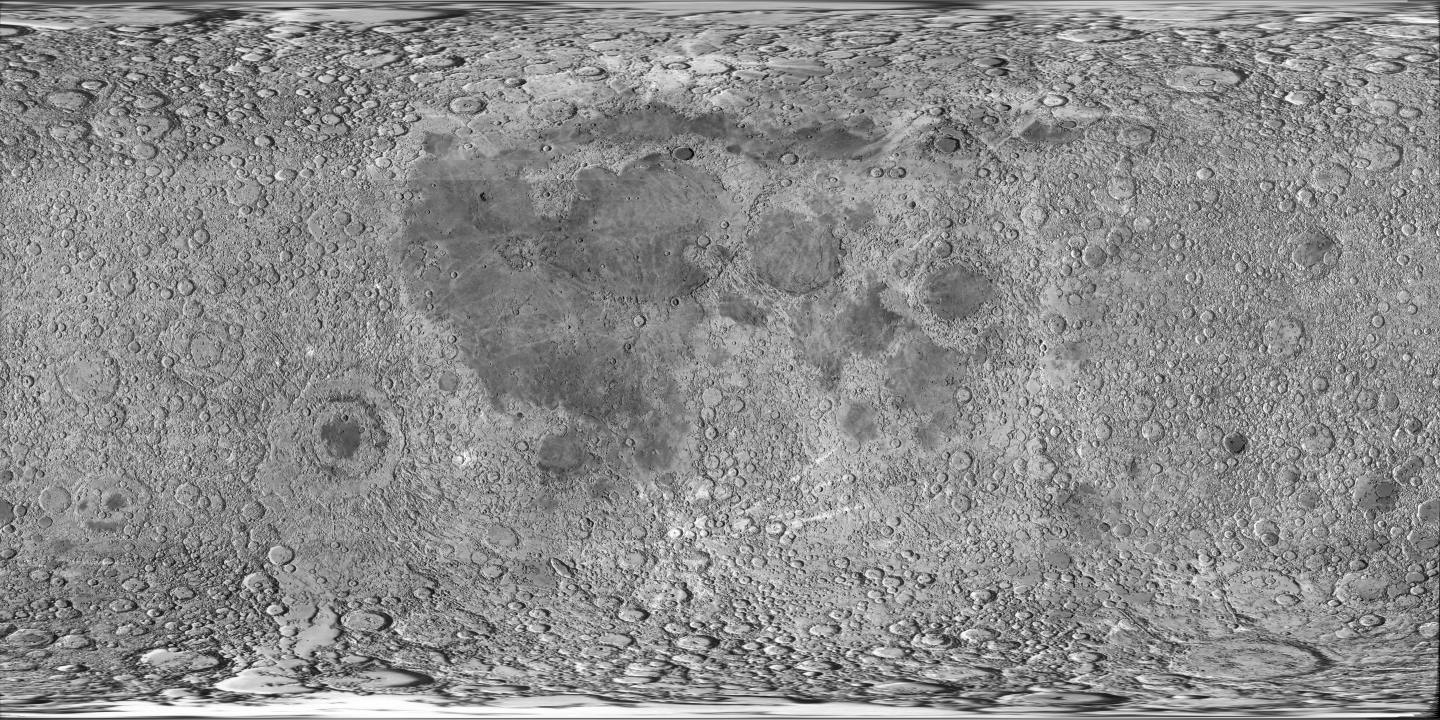
薛定谔月谷